# هانس خواكيم لانغ
هانس خواكيم لانغ (بالألمانية: Hans-Joachim Lang)‏ هو صحفي ومؤرخ وكاتب وأستاذ جامعي ألماني، ولد في 6 أغسطس 1951 في شباير في ألمانيا.

## معرض صور

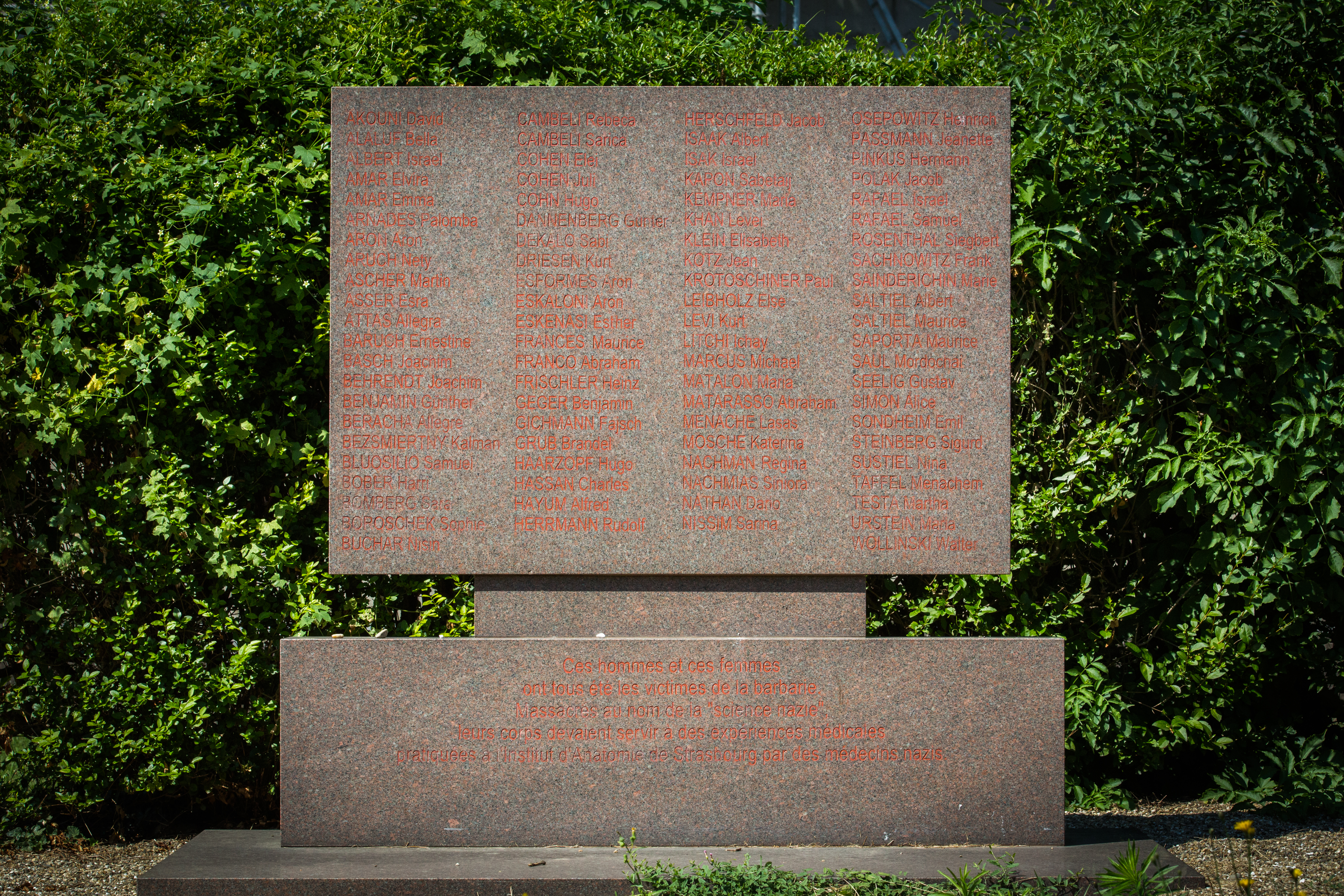
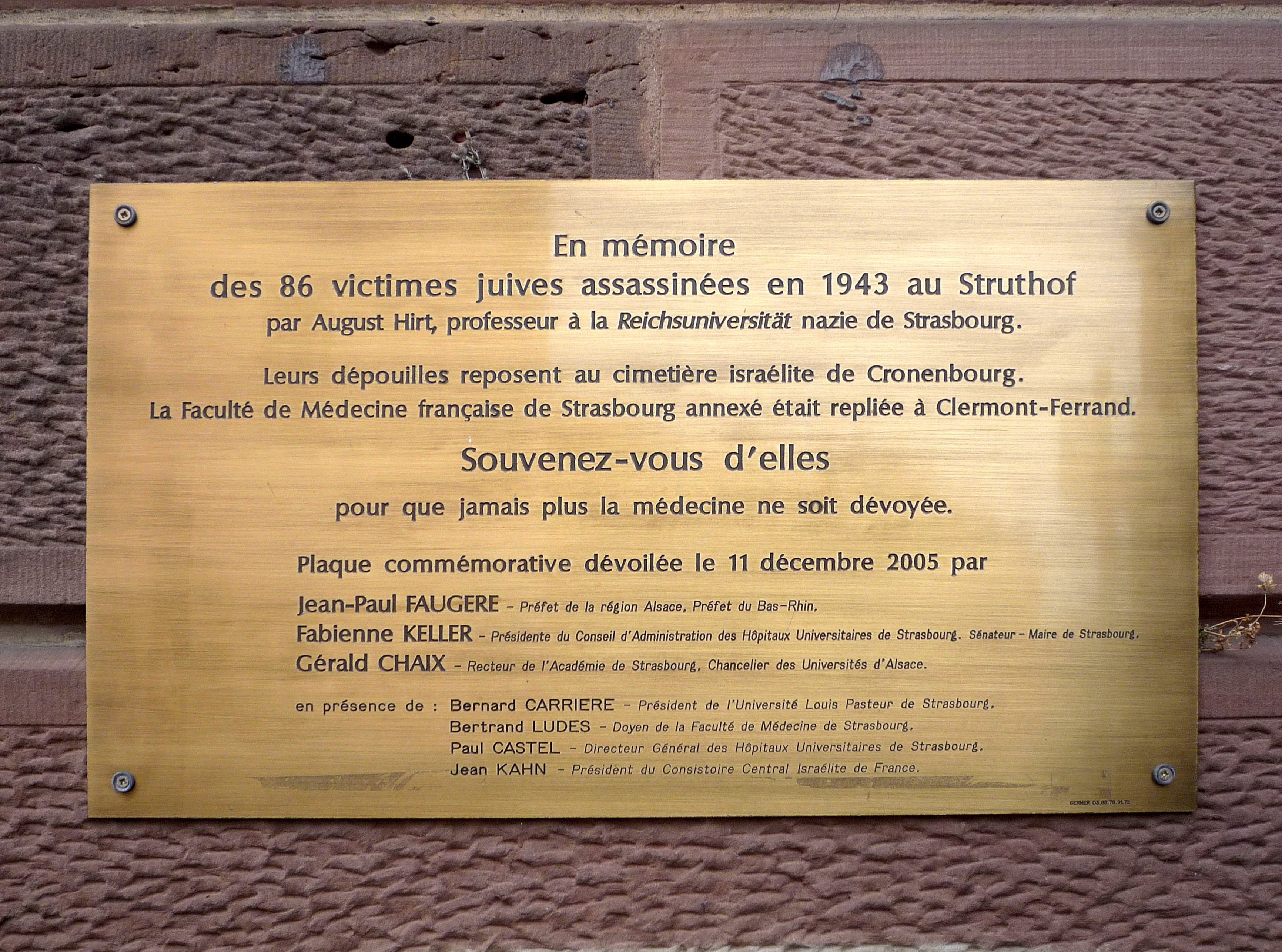
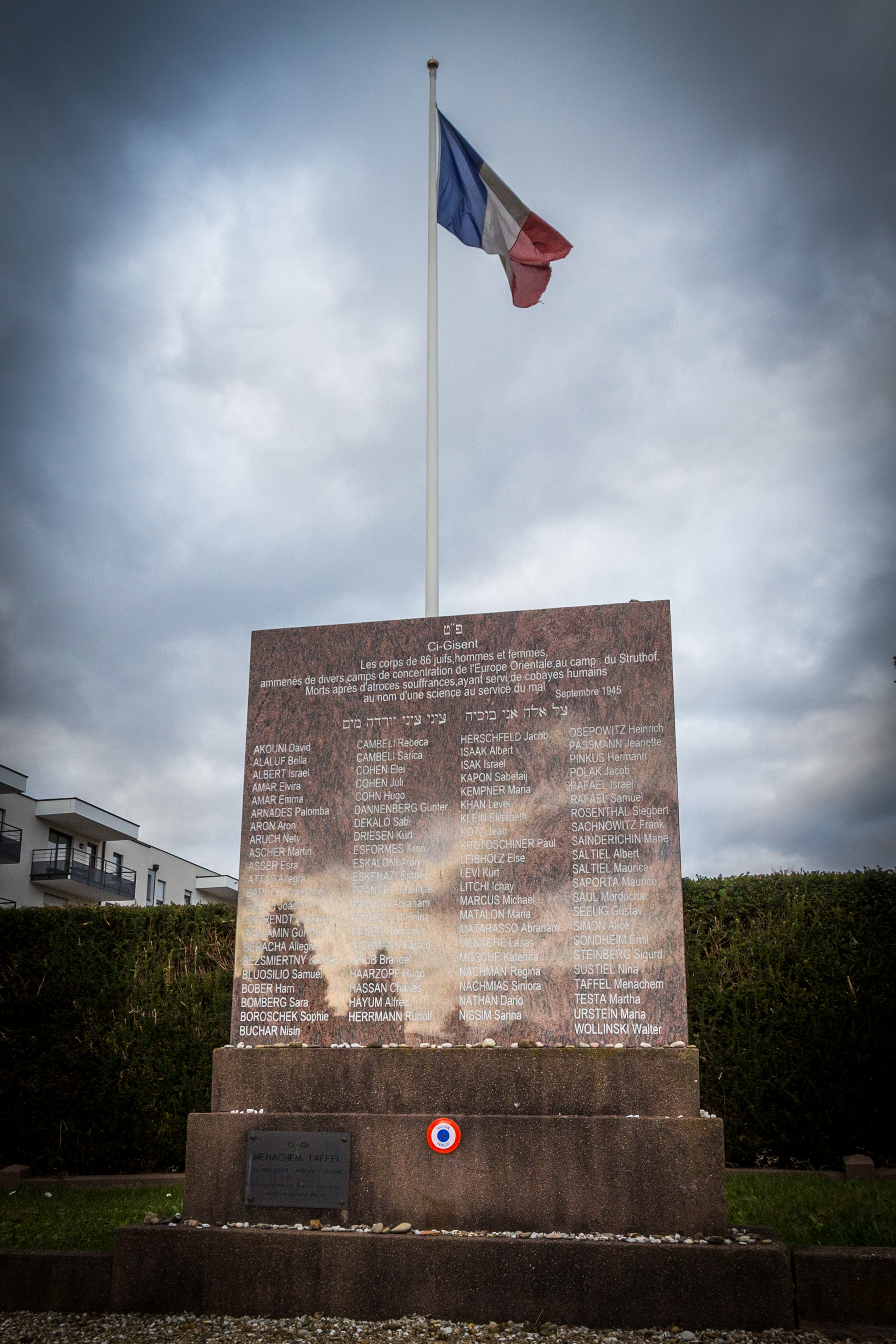
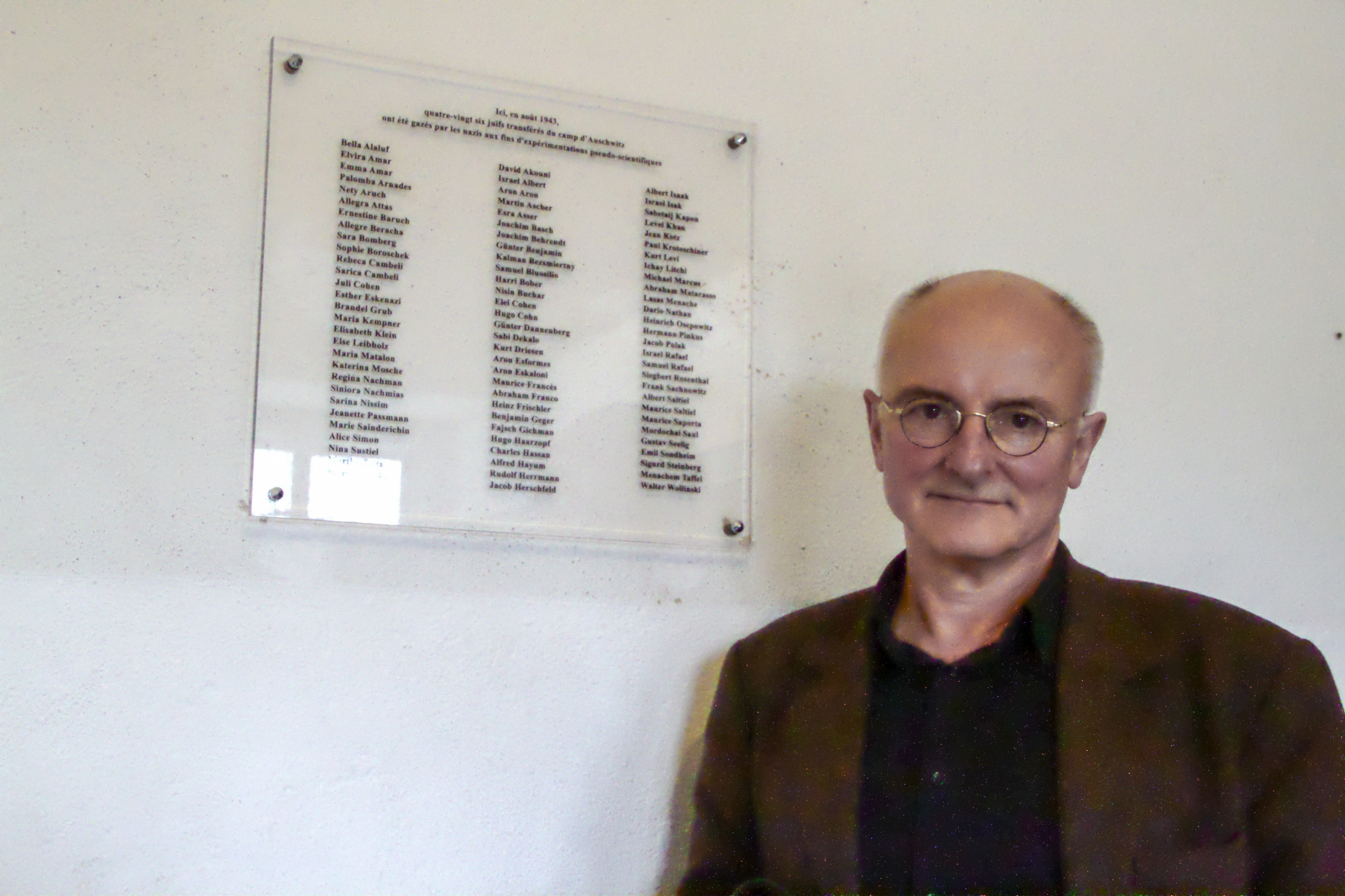
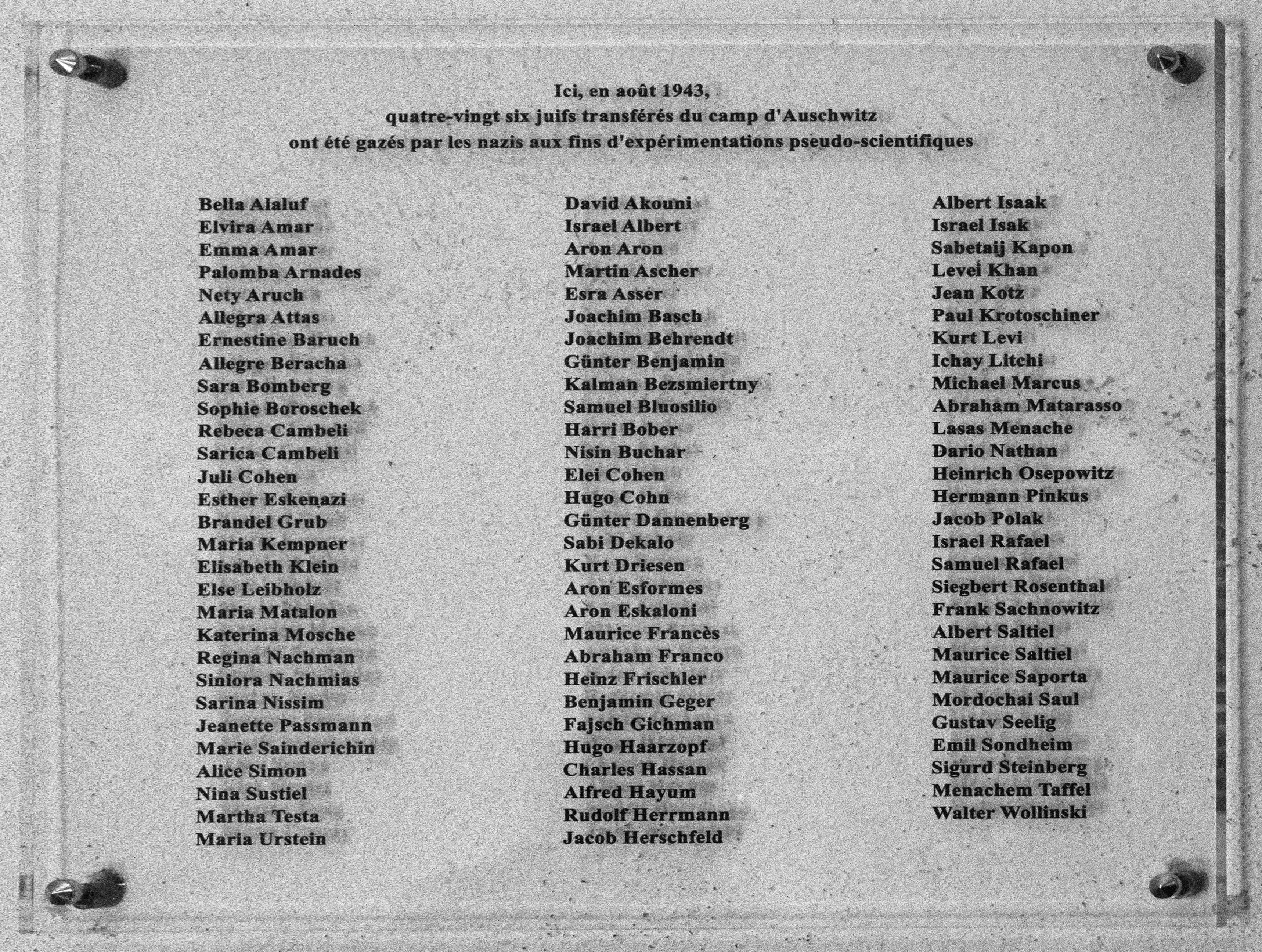

## وصلات خارجية
- هانس خواكيم لانغ على موقع IMDb (الإنجليزية)